# Glogovica (Słowenia)
Glogovica – wieś w Słowenii, w gminie Ivančna Gorica. W 2018 roku liczyła 153 mieszkańców.